# Moussa Sow
Pour les articles homonymes, voir Sow.
Moussa Sow, né le 19 janvier 1986 à Mantes-la-Jolie, est un footballeur international sénégalais, qui possède également la nationalité française. Attaquant formé au Stade rennais, il est champion de France de Ligue 1 en 2011 avec le LOSC Lille, avant de poursuivre sa carrière en Turquie.

## Biographie

### Débuts et Rennes
Né de parents sénégalais et élevé dans le quartier du Val Fourré à Mantes-la-Jolie, il signe sa première licence dans l'équipe de sa ville natale à l'âge de dix ans.
Après quelques performances de qualité dans l'équipe d'Amiens où il ne s'impose pourtant pas en équipe première, il est repéré par le Stade rennais en 2003. Dans une équipe rennaise d'exception où il côtoie des joueurs tels que Yoann Gourcuff, Jacques Faty et Jimmy Briand, il est champion de France des réserves professionnelles. Il réalise quelques piges avec l'équipe première durant quatre ans et est ainsi souvent sollicité pour participer aux matchs de Coupe de France et Coupe de la Ligue. En 2006, contre Corte, lors du 32e de finale de Coupe de France, il marque deux buts alors que Rennes est mené 2-1. Les Bretons atteignent par la suite les demi-finales. En Coupe de la Ligue, il inscrit un but sur le terrain du Lille OSC. En 2007, il est de nouveau champion des réserves professionnelles avec les Rennais.

### Prêt à Sedan
Pour s'aguerrir, il est prêté durant l'été 2007 au CS Sedan-Ardennes jusqu'à la fin de la saison, club où il évolue en tant que milieu offensif gauche. Avec l'équipe ardennaise, il atteint les demi-finales de la Coupe de France, mais Sedan est éliminé par l'Olympique lyonnais (1-0), futur vainqueur. Ses performances avec les Sangliers durant cette saison apparaissent plutôt discrètes.

### Retour au Stade rennais
Après avoir acquis de l'expérience dans les Ardennes, il est de retour au Stade rennais pour la saison 2008-2009. Une expérience bénéfique puisqu'il gagne peu à peu la confiance de Guy Lacombe, s'impose comme un postulant crédible à une place en équipe première et marque plusieurs buts. Le 21 avril 2009, il marque le but victorieux face à Grenoble, synonyme de qualification en finale de la Coupe de France. Finalement, Moussa Sow est le meilleur buteur de l'équipe bretonne avec treize buts toute compétitions confondues.
À l'entame de la saison 2009-2010, Sow doit faire face à la rude concurrence en attaque d'Asamoah Gyan et d'Ismaël Bangoura nouvellement recruté. Aux yeux de son entraîneur Frédéric Antonetti qui vient d'arriver à Rennes, il apparaît seulement comme la troisième alternative et ne joue que 24 matchs dont seulement neuf en tant que titulaire (trois buts en championnat).

### Lille OSC
En fin de contrat et après un forcing infructueux auprès des dirigeants pour être augmenté, l'international sénégalais s'engage le 28 juin 2010 pour trois ans avec le Lille OSC. Son début de saison est plutôt réussi avec neuf buts en treize journées dont un très beau but en ciseau retourné contre l'Olympique lyonnais le 17 octobre 2010, et un premier triplé en Ligue 1 contre le SM Caen (5-2) : trois buts inscrits en l'espace de vingt minutes (25e, 34e et 45e) le 13 novembre de la même année. Sow inscrit un second triplé contre le FC Lorient le 5 décembre lors de la 16e journée du championnat (6-3), portant son compteur à treize réalisations. Après une excellente seconde partie de saison, le LOSC remporte le doublé Coupe-championnat et Moussa Sow termine meilleur buteur du championnat avec 25 buts.

### Fenerbahçe

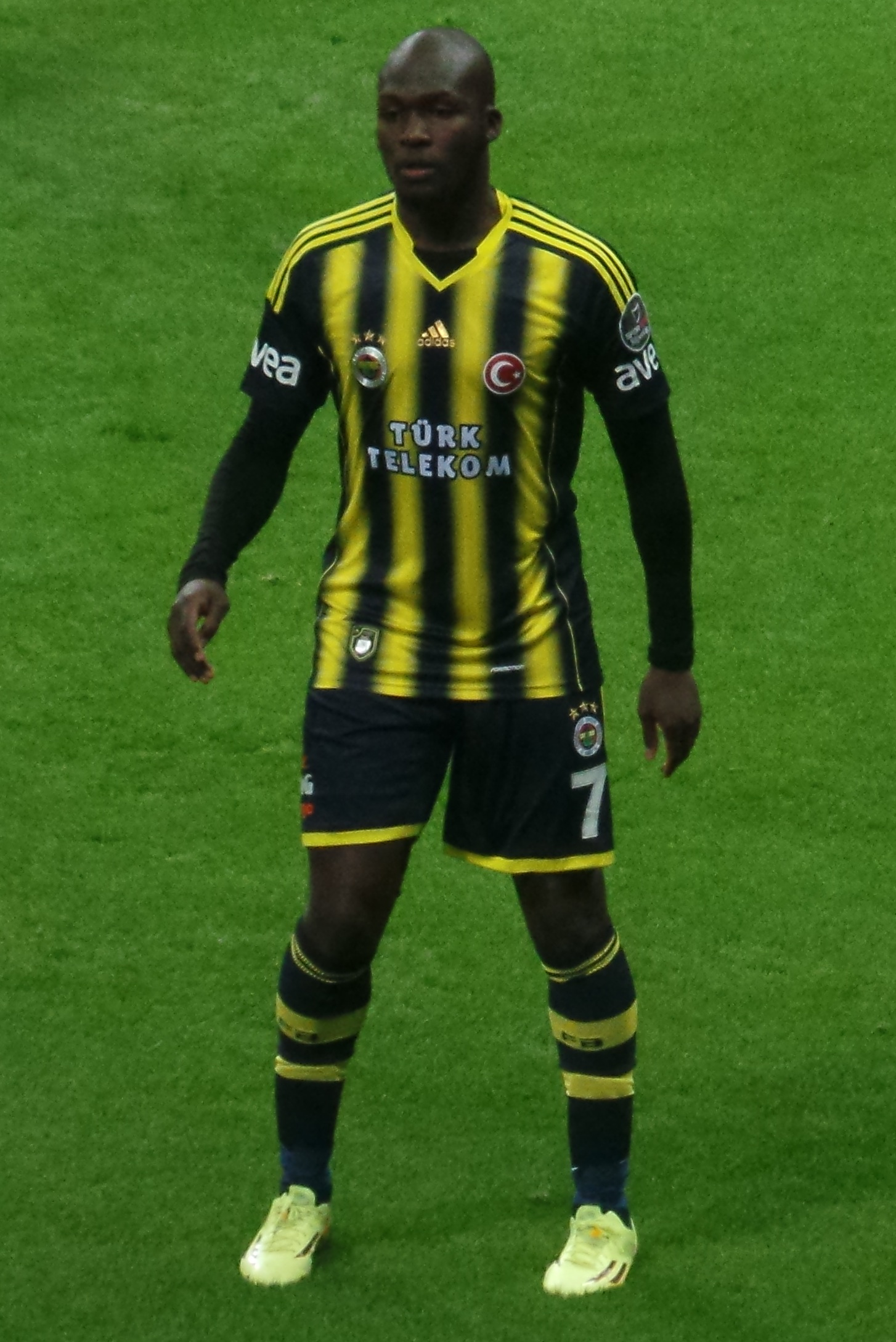
Moussa Sow en 2014

Le 27 janvier 2012, Sow signe un contrat de quatre ans et demi en faveur du Fenerbahçe SK. Le LOSC perçoit dix millions d'euros tout de suite, plus deux millions d'euros à la fin de la saison et un million d'euros supplémentaire de bonus. À l'occasion de son premier match sous ses nouvelles couleurs le 4 février suivant, il marque le second but de Fenerbahçe face au Beşiktaş dans le temps additionnel (2-0). Terminant la saison avec 7 buts en championnat (8 toutes compétitions confondues), Sow aura été important pour son club dans la course au titre, perdue au dernier match face au rival, Galatasaray. Il remporte néanmoins la Coupe de Turquie, compétition lors de laquelle il aura été décisif surtout en quarts de finale, où il permettra à son équipe de revenir dans la partie avec un but dans les toutes dernières secondes. Le match, alors prolongé, prit fin après les tirs au but qui ont vu la victoire du Fenerbahçe (Sow transformera son pénalty lors de cet exercice). 

#### 2012-2013
Le début de saison 2012-13 est plus délicat pour le Sénégalais qui se voit relégué au banc de touche, notamment en raison des superbes performances de la recrue estivale Dirk Kuyt. Sow inscrira seulement un but en championnat et deux dans les phases de qualification de la Ligue des champions. Cependant, l'ex-lillois parviendra à retourner la situation en inscrivant une série de buts en D1 turque et en Ligue Europa pour arriver à l'inter-saison avec 10 buts toutes compétitions confondues. Incontournable au sein de l'effectif d'Aykut Kocaman, Sow se distingue par ses courses derrière les défenses adverses, son agilité balle au pied et sa facilité à tromper le gardien quel que soit son emplacement au moment du tir. Pendant le mercato hivernal, plusieurs sources anglaises et turques rapportent que le géant anglais de Liverpool FC est entré en contact avec le Fenerbahçe pour s'attacher les services du buteur, qui exclut toutefois un départ : « Je suis très heureux à Fenerbahçe, je me sens chez moi ici et je n'ai aucune raison de partir. », bonne foi qu'il prouve en se montrant décisif lors de ses entrées en jeu en Coupe de Turquie et en D1 face à Sivasspor, Bursaspor et Elazığspor, en marquant deux fois et en délivrant deux passes décisives à son partenaire Cristian Oliveira Baroni. Le 24 février 2013, la femme du footballeur sénégalais accouche d'un enfant : c'est une fille. Sow et sa femme décident de l'appeler Sarah. Le même jour, le champion de Turquie 2010/2011 marque le dernier but de son équipe lors de la victoire trois buts à un des siens face à Kasımpaşa, but qu'il dédicace à sa fille. La semaine suivante, à l'occasion du derby contre Beşiktaş, il inscrit son premier doublé sous les couleurs de Fenerbahçe mais ne peut empêcher la défaite de son club (3-2). L'arbitre du match aura été fortement critiqué à cause notamment d'une décision de hors-jeu plus que douteux pendant une action de Pierre Webó qui se conclut donc avec un but annulé. Le jeudi suivant cette rencontre, il est muet lors de la victoire de son club contre les tchèques de Viktoria Plzeň mais offre la passe décisive qui permet à Webó de marquer le seul but de la rencontre (0-1). Il inscrit son 13e but en championnat lors de la large victoire des siens face au Bursaspor (4-1), ce qui lui fait quatre buts lors des trois derniers matchs de championnat. Il donne la victoire à son club sur le terrain d'Antalyaspor en inscrivant le deuxième but de son équipe. Il continue sur sa lancée en inscrivant un nouveau but la semaine suivante lors de la victoire de son club face à Akhisar Belediyespor (2-0). Ce but signera pour Sow un record personnel à Fenerbahçe : celui du plus grand nombre de matchs consécutifs où le Sénégalais a été buteur (5). Il termine le championnat avec 15 buts et 1 passe décisive, et devient le meilleur buteur de la saison du club toutes compétitions confondues (19 buts) devant le Néerlandais  Kuyt et ses 17 buts. Pour sa première saison complète passée sur les rives du Bosphore, Sow termine une deuxième fois à la seconde place du championnat turc, échoue aux portes de la finale de la Ligue Europa en perdant la revanche contre Benfica mais se console en remportant la Coupe de Turquie, le deuxième de son palmarès. C'est d'ailleurs lui qui permet au Fenerbahçe de l'emporter en finale de la compétition, en inscrivant l'unique but de la partie face à Trabzonspor. La clause libératoire du Sénégalais est fixée aux alentours de 18 millions d'euros.

#### 2013-2014
Sow dispute sa première rencontre de la saison 2013-2014 en entrant après l'heure de jeu en Autriche, face au Red Bull Salzbourg, pour le compte des matchs aller du 3e tour de qualification Ligue des Champions 2013-2014. Il ne marquera pas mais aura un grand impact sur le jeu : en effet, il manquera de peu les filets quand l'un de ses tirs surpuissants sera détourné par la transversale, puis quelques minutes après, lors de la dernière minute des prolongations, il provoquera un pénalty sur le flanc droit, qui permettra à Cristian d'égaliser dans les toutes dernières secondes et ainsi donner l'avantage au Fenerbahçe pour le match retour. La semaine suivante, à l'occasion du match retour, le Fenerbahçe, pourtant désavantagé par un but rapide de Jonathan Soriano en début de match, se qualifie pour les Play-offs en l'emportant sur un score de trois buts à un. Sow inscrira le deuxième but de son équipe sur un magnifique enchaînement contrôle-tir et fera la passe décisive du troisième, signé Pierre Webó. À l'instar de l'année dernière, l'ex-lillois connaît un début de saison très compliqué : en effet, il n'inscrit pas de buts lors de la double-confrontation avec le géant anglais d'Arsenal aux Play-Offs de la Ligue des Champions 2013/2014 (où son équipe s'incline 0-3 à domicile et 2-0 à l'extérieur), ni lors des deux premières journées de championnat ; puis, au troisième match de championnat opposant le Fenerbahçe au Sivasspor, il est écarté du groupe par l'entraîneur Ersun Yanal en raison des bonnes performances de Webó, de l'arrivée de Emenike, de la limitation d'étrangers en championnat imposée par la Fédération de Turquie de football qui oblige les clubs à ne garder que dix joueurs étrangers dans leurs effectifs, dont six sur le terrain ou au banc de touche et quatre dans les tribunes qui ne jouent pas, et surtout de ses performances personnelles : en effet, Yanal désire que chaque joueur fasse au moins 11 kilomètres à chaque rencontre. Or, Sow ne dépasse pas les 9 kilomètres en 90 minutes. À la suite de cela, juste avant que le match débute, il publie un message en anglais puis en turc sur son compte Twitter : « Neden kadroda olmadığımı bilmiyorum. Çok üzgünüm ama Elhamdülillah Fenerbahçe'yi çok seviyorum. » ce qui veut dire : « Je ne sais pas pourquoi je ne fais pas partie du groupe ce soir. Je suis très triste mais al hamdoulillah (louanges à Dieu) j'aime beaucoup Fenerbahçe. », ce à quoi l'entraîneur répond en fin de match (victoire 5-2 du Fenerbahçe) : « S'il (Sow) a une question à poser, qu'il me le pose à moi et non via des réseaux sociaux. Le Fenerbahçe est un très grand club. Chaque joueur est important et a sa place au sein de l'effectif. Aujourd'hui c'était Sow dans les tribunes, demain ce sera peut-être Kuyt, ou peut-être Webó. Nous ne nous occupons pas des noms, mais bien des performances. Maintenant, s'il a un problème, nous pouvons en discuter. Mais s'il ne se plie pas à nos besoins, on fera le nécessaire. » et c'est ainsi qu'une guerre froide éclate entre le joueur et son entraîneur. Ce dernier ne le réintègre pas dans le groupe pour le match face à Kasımpaşa (4e journée) à la surprise générale. La crise entre les deux hommes prend fin lors de la 5e journée, où Sow est de retour sur les terrains, et d'une fort belle manière : en effet, il inscrit, face à Elazığspor, son premier triplé sous les couleurs du Fenerbahçe (victoire 4-0 à la suite d'un autre but de Kuyt), et lors de la célébration de son premier but, le Sénégalais va prendre son entraîneur dans ses bras, comme pour s'excuser. Il devance alors, en un match, des buteurs vedettes du championnat turc comme Didier Drogba (1 but/4 matchs), Burak Yılmaz (2 buts/4 matchs), son coéquipier Emenike (0 buts/4 matchs), et rattrape son autre coéquipier Webó (3 buts/5 matchs). Il reste néanmoins derrière Almeida (4 buts/4 matchs) et un autre de ses coéquipiers, Dirk Kuyt (4 buts/5 matchs).

### Al-Ahli
Le 28 août 2015, Sow est transféré à Al-Ahli pour environ 17 millions d'euros.
Son unique saison complète au club est une réussite. Sow inscrit treize buts en 24 matchs de championnat et aide Al-Ahli à le remporter.
De retour de prêt à l'issue de la saison 2017-2018, Sow quitte le club durant l'été.

#### Prêts au Fernerbahçe et à Bursaspor
En août 2016, Sow revient en prêt au Fenerbahçe SK. Il reprend vite ses repères et forme une attaque efficace avec Robin van Persie et Jeremain Lens. Le 27 novembre 2016, il s'offre un triplé contre le Çaykur Rizespor pour une victoire 5-1. Il se fait également remarqué pour un très beau but en Ligue Europa en effectuant un retourné acrobatique contre Manchester United. Sow clôt l'exercice avec douze buts en championnat. 
Le 13 janvier 2018, Sow s'engage au club turc de Bursaspor. Il marque quatre buts en championnat lors de ses onze matchs, sous la direction de Paul Le Guen.

### Gazişehir Gaziantep FK
En janvier 2019, il rejoint le Gazişehir Gaziantep FK, évoluant en deuxième division turque.

### En équipe nationale
Peu après son arrivée au Stade rennais, Moussa Sow est sélectionné avec l'équipe de France des moins de 19 ans, avec laquelle il remporte l'Euro 2005 de la catégorie.
Au printemps 2007, ses progrès en club sont récompensés par deux sélections en équipe de France espoirs. Il ne marque pas à cette occasion, mais donne deux passes décisives.
Fin 2008, devant la progression constante du joueur, la Fédération sénégalaise de football essaye de le convaincre de porter le maillot des Lions de la Téranga. En 2009, profitant d'une modification des règlements de la FIFA, Sow honore sa première sélection avec le Sénégal, à l'occasion d'un match disputé face au Congo. Revenant sur ses débuts en équipe nationale du Sénégal dans une interview en 2017, il déclare « Mon objectif n’a jamais été de jouer en équipe de France. Dans ma tête, il n’y avait que le Sénégal ».

## Engagement
En 2014, alors à Fenerbahçe, Moussa Sow met en vente avec Demba Ba son maillot aux enchères pour le financement du Collectif contre l'islamophobie en France (CCIF). En 2017, il déclare que « l'islam occupe une place importante dans sa vie [...] que le dîn est très important pour lui » et que « Nous sommes très heureux que Dieu nous ait permis d’être musulmans. Ça nous évite de faire n’importe quoi »
.
Interpellé par ses parents, il participe en 2017 à la création d'un forage pour apporter de l'eau potable à leur village natal Agnam Thiodaye.

## Palmarès

### En club

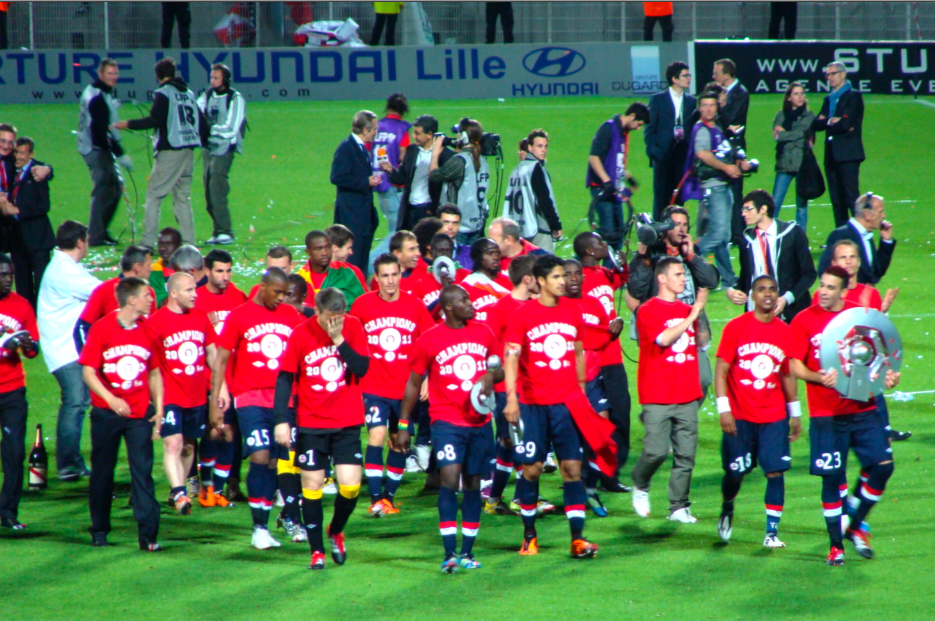
Sow (N°8 au centre), est champion de France avec Lille en mai 2011.

- Champion de France en 2011 avec Lille OSC
- Champion de Turquie en 2014 avec le Fenerbahçe SK
- Champion des Émirats arabes unis en 2016 avec Al-Ahli
- Vainqueur de la Coupe de France en 2011 avec Lille OSC
- Vainqueur de la Coupe de Turquie en 2012 et en 2013 avec le Fenerbahçe SK
- Vainqueur de la Supercoupe de Turquie en 2014 avec le Fenerbahçe SK
- Finaliste de la Coupe de France en 2009 avec le Stade rennais
- Finaliste du Trophée des Champions en 2011 avec Lille OSC

### En sélection française
- 2 sélections avec les espoirs en 2007
- 5 sélections et 2 buts avec les moins de 19 ans entre 2004 et 2005
- Champion d'Europe des moins de 19 ans en 2005 avec les moins de 19 ans

### En sélection sénégalaise
- 45 sélections et 16 buts entre 2009 et 2018
- Participation à la Coupe d'Afrique des Nations en 2012 (Premier Tour), en 2015 (Premier Tour) et en 2017 (1/4 de finaliste)
- Participation à la Coupe du Monde en 2018 (Premier Tour)

### Distinctions individuelles
- Meilleur buteur de Ligue 1 en 2011 (25 buts)
- Nommé dans l'équipe-type de Ligue 1 en 2011
- Élu meilleur footballeur sénégalais de l'année 2011[13].

## Statistiques
| Saison                | Club                   | Championnat           | Championnat | Championnat | Coupe nationale | Coupe nationale | Coupe de la Ligue | Coupe de la Ligue | Supercoupe | Supercoupe | Compétition(s) continentale(s) | Compétition(s) continentale(s) | Compétition(s) continentale(s) | Sélection      | Sélection | Sélection | Total | Total |
| Saison                | Club                   | Division              | M.          | B.          | M.              | B.              | M.                | B.                | M.         | B.         | Comp.                          | M.                             | B.                             | Équipe         | M.        | B.        | M.    | B.    |
| 2004-2005             | Stade rennais          | Ligue 1               | 3           | 0           | -               | -               | 1                 | 0                 | -          | -          | -                              | -                              | -                              | France -19 ans | 3         | 2         | 7     | 2     |
| 2005-2006             | Stade rennais          | Ligue 1               | 7           | 0           | 3               | 2               | -                 | -                 | -          | -          | C3                             | 2                              | 0                              | France -19 ans | 2         | 0         | 14    | 2     |
| 2006-2007             | Stade rennais          | Ligue 1               | 14          | 0           | 1               | 0               | 1                 | 1                 | -          | -          | -                              | -                              | -                              | France espoirs | 2         | 0         | 18    | 1     |
| 2007-2008             | Stade rennais          | Ligue 1               | 2           | 0           | -               | -               | -                 | -                 | -          | -          | -                              | -                              | -                              | -              | -         | -         | 2     | 0     |
| 2007-2008             | CS Sedan (prêt)        | Ligue 2               | 30          | 6           | 7               | 4               | -                 | -                 | -          | -          | -                              | -                              | -                              | -              | -         | -         | 37    | 10    |
| 2008-2009             | Stade rennais          | Ligue 1               | 32          | 9           | 6               | 2               | 2                 | 1                 | -          | -          | C3                             | 5                              | 1                              | -              | -         | -         | 45    | 13    |
| 2009-2010             | Stade rennais          | Ligue 1               | 24          | 3           | 2               | 2               | -                 | -                 | -          | -          | -                              | -                              | -                              | Sénégal        | 5         | 0         | 31    | 5     |
| Sous-total            | Sous-total             | Sous-total            | 112         | 18          | 19              | 10              | 4                 | 2                 | -          | -          | -                              | 7                              | 1                              | -              | 7         | 2         | 149   | 33    |
| 2010-2011             | Lille OSC              | Ligue 1               | 36          | 25          | 5               | 0               | 2                 | 0                 | -          | -          | C3                             | 8                              | 1                              | Sénégal        | 6         | 3         | 57    | 29    |
| 2011-2012             | Lille OSC              | Ligue 1               | 18          | 6           | -               | -               | -                 | -                 | 1          | 1          | C1                             | 6                              | 3                              | Sénégal        | 6         | 3         | 31    | 13    |
| Sous-total            | Sous-total             | Sous-total            | 54          | 31          | 5               | 0               | 2                 | 0                 | 1          | 1          | -                              | 14                             | 4                              | -              | 12        | 6         | 88    | 42    |
| 2011-2012             | Fenerbahçe SK          | Süper Lig             | 12          | 7           | 2               | 1               | -                 | -                 | -          | -          | -                              | -                              | -                              | Sénégal        | 5         | 1         | 19    | 9     |
| 2012-2013             | Fenerbahçe SK          | Süper Lig             | 31          | 16          | 7               | 1               | -                 | -                 | 1          | 0          | C1+C3                          | 4+12                           | 2+1                            | Sénégal        | 1         | 0         | 56    | 20    |
| 2013-2014             | Fenerbahçe SK          | Süper Lig             | 30          | 15          | 1               | 0               | -                 | -                 | -          | -          | C1                             | 4                              | 1                              | Sénégal        | 5         | 1         | 40    | 17    |
| 2014-2015             | Fenerbahçe SK          | Süper Lig             | 33          | 14          | 7               | 2               | -                 | -                 | -          | -          | -                              | -                              | -                              | Sénégal        | 8         | 3         | 48    | 19    |
| 2015-2016             | Fenerbahçe SK          | Süper Lig             | 2           | 1           | -               | -               | -                 | -                 | -          | -          | C1+C3                          | 2+1                            | 0+0                            | -              | -         | -         | 5     | 1     |
| Sous-total            | Sous-total             | Sous-total            | 108         | 53          | 17              | 4               | -                 | -                 | 1          | 0          | -                              | 23                             | 4                              | -              | 19        | 5         | 168   | 66    |
| 2015-2016             | Al-Ahli                | Arab Gulf League      | 24          | 13          | 6               | 3               | -                 | -                 | -          | -          | -                              | -                              | -                              | -              | -         | -         | 30    | 16    |
| 2016-2017             | Fenerbahçe SK (prêt)   | Süper Lig             | 25          | 12          | 5               | 1               | -                 | -                 | -          | -          | C3                             | 7                              | 2                              | -              | 7         | 6         | 44    | 21    |
| 2017-2018             | Al-Ahli                | Arab Gulf League      | 8           | 1           | -               | -               | -                 | -                 | -          | -          | -                              | -                              | -                              | -              | 3         | 0         | 11    | 1     |
| 2017-2018             | Bursaspor (prêt)       | Süper Lig             | 11          | 4           | 1               | 0               | -                 | -                 | -          | -          | -                              | -                              | -                              | -              | 2         | 0         | 14    | 4     |
| Sous-total            | Sous-total             | Sous-total            | 68          | 30          | 12              | 4               | -                 | -                 | -          | -          | -                              | 7                              | 2                              | -              | 12        | 6         | 99    | 42    |
| 2018-2019             | Gazişehir Gaziantep FK | Ptt 1. Lig            | -           | -           | -               | -               | -                 | -                 | -          | -          | -                              | -                              | -                              | -              | -         | -         | 0     | 0     |
| Total sur la carrière | Total sur la carrière  | Total sur la carrière | 342         | 132         | 53              | 18              | 6                 | 2                 | 2          | 1          | -                              | 51                             | 11                             | -              | 50        | 19        | 504   | 183   |

### Buts en sélection
| Buts de Moussa Sow en sélection | Buts de Moussa Sow en sélection | Buts de Moussa Sow en sélection                                             | Buts de Moussa Sow en sélection | Buts de Moussa Sow en sélection | Buts de Moussa Sow en sélection | Buts de Moussa Sow en sélection | Buts de Moussa Sow en sélection |
|                                 | Date                            | Lieu                                                                        | Adversaire                      | Score                           | Résultat                        | Compétition                     |                                 |
| ------------------------------- | ------------------------------- | --------------------------------------------------------------------------- | ------------------------------- | ------------------------------- | ------------------------------- | ------------------------------- | ------------------------------- |
| 1.                              | 5 septembre 2010                | Stade Frédéric-Kibasa-Maliba, Lubumbashi (République démocratique du Congo) | RD Congo                        | 0-1                             | 2-4                             | Qualifications CAN 2012         |                                 |
| 2.                              | 9 octobre 2010                  | Stade Léopold-Sédar-Senghor, Dakar (Sénégal)                                | Maurice                         | 4-0                             | 7-0                             | Qualifications CAN 2012         |                                 |
| 3.                              | 9 février 2011                  | Stade Léopold-Sédar-Senghor, Dakar (Sénégal)                                | Guinée                          | 2-0                             | 3-0                             | Match amical                    |                                 |
| 4.                              | 3 septembre 2011                | Stade Léopold-Sédar-Senghor, Dakar (Sénégal)                                | RD Congo                        | 1-0                             | 2-0                             | Qualifications CAN 2012         |                                 |
| 5.                              | 3 septembre 2011                | Stade Léopold-Sédar-Senghor, Dakar (Sénégal)                                | RD Congo                        | 2-0                             | 2-0                             | Qualifications CAN 2012         |                                 |
| 6.                              | 21 janvier 2012                 | Stade de Bata, Bata (Guinée équatoriale)                                    | Guinée équatoriale              | 1-1                             | 1-2                             | CAN 2012                        |                                 |
| 7.                              | 11 juin 2017                    | Stade Léopold-Sédar-Senghor, Dakar (Sénégal)                                | Guinée équatoriale              | 2-0                             | 2-0                             | Qualifications CAN 2019         |                                 |